# فابيان غيفر
فابيان غيفر (بالألمانية: Fabian Giefer)‏ (مواليد 17 مايو 1990 في ألمانيا) لاعب كرة قدم ألماني يلعب حاليا لصالح نادي الدرجة الأولى الألماني شالكه منذ 2014 في مركز حارس مرمى .

## روابط خارجية
- فابيان غيفر على موقع قاعدة بيانات كرة القدم.إي يو (الإنجليزية)
- فابيان غيفر على موقع بيانات كرة القدم. دي إي (الألمانية)
- فابيان غيفر على موقع Soccerway.com (الإنجليزية)
- فابيان غيفر على موقع عالم كرة القدم.نت (الإنجليزية)
- فابيان غيفر على موقع كووورة
- فابيان غيفر على موقع AS.com (الإسبانية)